# Politisk historie
Politisk historie er fortællingen om og analysen af politiske begivenheder, idéer, bevægelser, organer regeringen, vælgere, partier og politiske ledere. Feltet er tæt relateret til andre historiske discipliner som fx diplomatihistorie og, udenrigspolitikkens historie. I mange år var den politiske historie den store, dominerende disciplin inden for historiefaget, men sidenhen blev den udfordret af socialhistorien og kulturhistorien. Den politiske historie studerer organisationen og udøvelsen af magten i store samfund og i kraft af, at den fokuserer på de magtmæssige eliter og disses indvirkning på samfundet, står den politiske historie som en kontrast til socialhistoriens fokusering på almindelige menneskers handlinger og leveforhold.